# Piperonal
El piperonal, también conocido como heliotropina, es un compuesto orgánico que se encuentra comúnmente en fragancias y sabores. La molécula está relacionada estructuralmente con el benzaldehído y la vainillina. Existe como un sólido de color blanco o incoloro. Tiene un olor floral comúnmente descrito como similar al de la vainillina y la cereza. Se utiliza como aromatizante y en perfumes.

## Usos
El piperonal tiene su uso como sinergista de insecticidas y como ingrediente de perfumes y fragancias. Está clasificado entre los insecticidas repelentes como un pesticida. Un repelente para piojos que contiene piperonal está disponible en el mercado.

## Química
El piperonal se prepara por oxidación del isosafrol, que se produce naturalmente. También se prepara en una secuencia de múltiples etapas a partir del catecol o 1,2-metilendioxibenceno por condensación con ácido glioxílico. 

### Industrial
El piperonal es un aldehído. Los aldehídos a menudo participan en reacciones de condensación o auto-polimerización. Estas reacciones son exotérmicas y frecuentemente son catalizadas por ácidos. Los aldehídos se oxidan fácilmente para dar ácidos carboxílicos. Los gases inflamables y / o tóxicos son generados por la combinación de aldehídos con compuestos diazo, azo, ditiocarbamatos, nitruros y agentes reductores fuertes. Los aldehídos pueden reaccionar con el aire para dar ácidos peroxo primero, y en última instancia ácidos carboxílicos. Estas reacciones de autooxidación se activan por la luz, son catalizadas por sales de metales de transición, y son autocatalíticas (catalizadas por los productos de la reacción). La adición de estabilizadores (antioxidantes) a los envíos de aldehídos retrasa su autooxidación. El piperonal es sensible a la luz y puede reaccionar con materiales oxidantes.

## Farmacología
La reducción da alcohol de piperonilo y la oxidación da el ácido piperico. El piperonal se puede utilizar en la síntesis de Tenamfetamina (3,4-metilendioxianfetamina o MDA) a través del nitroestireno sustituido vía una reacción de condensación. Este intermediario puede ser reducido por un agente reductor fuerte tal como hidruro de litio y aluminio (LiAlH4) para formar MDA.

## Metabolismo
En los mamíferos los compuestos de metilenodioxifenilo, el piperonal es un miembro de esta clase, experimentan degradación en gran parte a través de la oxidación del grupo metileno en dióxido de carbono. El piperonal se convierte en alcohol de piperonilo el cual es metabolizado a un conjugado glucósido.

## Toxicidad
El piperonal es moderadamente tóxico. La probable dosis letal oral (en humanos) es de 0.5-5 g/kg; Unos 450 gramos para persona de 70 kg. Es moderadamente tóxico por ingestión y por vía intraperitoneal. Puede causar depresión del sistema nervioso central. Es irritante de la piel humana. La exposición ocupacional al piperonal puede producirse por inhalación y contacto dérmico con este compuesto en los lugares de trabajo donde se produce o es utilizado. Puesto que este compuesto se usa en la industria de perfumes y fragancias, la población general puede estar expuesta al piperonal a través del uso de productos de consumo que contienen este compuesto. El piperonal se utiliza también como un saborizante y la exposición puede producirse a través de la ingestión de alimentos que contienen este compuesto.